# 鈴木夏希
鈴木 夏希（すずき なつき）は、日本のグラフィックデザイナー。「宣伝会議　編集・ライター養成講座」2012年秋広告モデル。神奈川県横浜市出身。

## 主な作品

### スポーツ
- Tリーグ「木下アビエル神奈川」ロゴ・エンブレム・マスコットキャラクター“えるる”
- Tリーグ「木下マイスター東京」マスコットキャラクター“マイスケ”

### テレビアニメ
- 正解するカド（タイトルロゴ・グラフィックデザイン）

### CD
- HARUCA「永遠のこたえ」（Art Direction & Design）
- 辻仁成「コトノハナ -Super Best of Jinsei Tsuji-」（Designer）

### BD/DVD
- 正解するカド BD/DVD BOX 1、2（アートディレクター）
- 堂珍嘉邦 「Special Acoustic Live ～ Close to me at Landmark Studio 2015.2.28」（Jacket Art Director）

### 書籍
- 写真展「写真家チェ・ゲバラが見た世界」カタログ（デザイン）